# ウンノヨウジ
ウンノヨウジ（1967年12月12日 - ）は、日本の映画監督、脚本家、俳優。
静岡県静岡市出身。18歳の時に雑誌コミックOZ（秋田書店）の投稿をきっかけにデビューして9年間漫画家（空根ちゃらか）として活動していた。後にTVCMやTV番組のプランニングや演出の仕事を手掛ける。短編映画『トイレの女』がグ・スーヨン監督の推薦によりテレビ東京「女子☆ブロ」で紹介され本編も放送される。

## 監督作品

### 映画
- ミスヤンチャン学園 飯田橋女子高校 キス部〜とどけ！乙女の想い！！〜 （2013年）監督、共同脚本[1]（秋田書店）
- 死んで、呪って、恋して。（2014年）監督、脚本[2]（アースゲート）
- 星は夜空に見えるもの （2018年）監督、脚本（第2回ふじのくに映画祭招待作品）[3]
- ディケイ・オブ・ザ・パーソン〜朽ちてく世界の果てで〜（2022年）監督、脚本、出演
- クリサリス（2023年）監督（日本芸術専門学校 作品）

### オリジナルビデオ
- トイレの女×妖怪少女KINECO （2010年）監督、脚本　（アスタリスク）
- 妖怪川姫みずさ 捕まらない殺人鬼篇 （2012年）監督、脚本[4]（アースゲート）
- ゴーストパイターズ （2016年）監督、脚本（オルスタックソフト）
- やめて。〜ホラーTVシリーズ （2017年）総監督、監督３話収録、脚本（オルスタックソフト）
- やめて。2 〜ホラーTVシリーズ （2018年）総監督、監督２話収録、脚本（オルスタックソフト）
- 世にも奇怪な物語 （2018年）日本語制作 監督、脚本（オルスタックソフト）
- やめて。3 〜ホラーTVシリーズ （2019年）総監督、監督1話収録、脚本（オルスタックソフト）
- 人間妖怪鬼鈴（2020年）総監督、監督、脚本（オルスタックソフト）
- 呪いの黙示録 第三章（2021年）ディレクター、編集、出演（アムモ98）
- 幽霊報道（2021年）監督、脚本、出演（オルスタックソフト）
- 幽霊報道2（2022年）監督、脚本、出演（オルスタックソフト）
- 幽霊報道3（2022年）監督、脚本、出演（オルスタックソフト）
- 幽霊報道4（2023年）監督、脚本、出演（オルスタックソフト）

### TV
- トイレの女 （2010年放送）テレビ東京「女子☆ブロ」
- 妖怪少女KINECO R （2012年放送）アクトビラ、東京国際テレビ
- 妖ばなし （TOKYO MX）L４製作[5]
  - 第19話「川姫」 （2018年2月10日） - 監督、脚本、撮影、衣装、編集
  - 第31話「絡新婦」 （2018年9月1日） - 監督、脚本（共同脚本）、撮影、照明、編集
  - 第43話「毛倡妓」 （2019年8月24日） - 監督、脚本、撮影、照明、編集
  - 第49話「輪入道」 （2020年8月1日） - 監督、脚本、アニメーション、写真合成、撮影、照明、録音、編集
  - 第55話「青行燈」 （2020年9月12日） - 監督（共同監督）、撮影、編集
  - 第58話「鳴家」 （2021年8月7日） - 監督、脚本、撮影、照明、録音、CG合成、編集
  - 第61話「影女」 （2021年8月28日） - 監督、脚本、撮影、照明、録音、CG合成、編集
  - 第68話「生霊」 （2021年10月16日） - 監督、脚本、撮影、照明、録音、CG合成、編集
  - 第72話「山地乳」 （2022年7月16日） - 監督、脚本、撮影、照明、録音、編集
  - 第74話「提灯小僧」 （2022年7月30日） - 監督、脚本、撮影、照明、録音、CG合成、編集
  - 第77話「目玉しゃぶり」 （2022年8月20日） - 監督、脚本、撮影、照明、録音、CG合成、編集
  - 第83話「河女」 （2022年10月8日） - 監督、脚本、撮影、照明、録音、CG合成、編集
  - 第87話「山姫」 （2023年7月29日） - 監督、脚本、撮影、照明、録音、CG合成、編集
  - 第89話「瀬女」 （2023年8月12日） - 監督、脚本、撮影、照明、録音、CG合成、編集
- 鎧勇騎 月兎 （TOKYO MX）L４製作[6]
  - 第17話「無邪気は最強！？しわぶきばば登場！」 （2019年7月27日） - 監督、脚本、撮影、編集
  - 第21話「宇宙からの使者！？アバレンボー！！」 （2019年9月28日） - 監督、脚本、撮影、編集
  - 第22話「大変！？留未奈がアバレンボーに！？」 （2019年10月5日） - 監督、脚本、撮影、編集
- Chaos Boxカオスボックス （TOKYO MX）L４製作
  - 第2話「誰？」 （2024年8月31日） - 監督、脚本、撮影、編集、CG合成

### 短編映画
- トイレの女 （2009年） 監督、脚本　藤枝ショートムービーフェスティバル入賞、テレビ東京「女子☆ブロ」にて本編放送
- 妖怪少女KINECO （2010年） 監督、脚本
- 闇に残された女 （2010年）監督、脚本
- 妖怪少女KINECO R （2011年）監督、脚本　アクトビラinフィルムフェスティバル2012 グランプリ受賞
- 妖怪川姫みずさ プロローグ篇 （2012年） 監督、脚本
- 白い少女（2013年） 監督、脚本-（やめて。ホラーTVシリーズに収録）
- 彼女のヒミツ（2015年） 監督、脚本-（やめて。ホラーTVシリーズに収録）
- 撮る男（2017年） 監督、脚本-（やめて。ホラーTVシリーズに収録）
- 少女が望むもの （2017年）監督、脚本-（やめて。2 ホラーTVシリーズに収録）
- 道にいる男 （2018年）監督、脚本-（やめて。2 ホラーTVシリーズに収録）
- 暗闇の音（2019年）監督、脚本-（やめて。3 ホラーTVシリーズに収録）
- BIRTH GP ANOTHER STORY（2019年10月14日）監督、脚本-（ニコ生ホラー百物語にて放送）
- 悪夢のシナリオ（2021年）監督（現代怪奇百物語／ラミアプロジェクト製作）
- 藁人形のあなた（2023年）監督（現代怪奇百物語 百奇夜噺／ラミアプロジェクト製作）

### ネット配信
- 幽霊報道 花篇（2020年）ニコ生／NO!filmチャンネル
- 幽霊報道 まや篇（2020年〜）ニコ生／NO!filmチャンネル
- 幽霊報道 ナオ篇（2021年〜）ニコ生／NO!filmチャンネル
- 幽霊報道 ちはる篇（2023年〜）ニコ生／NO!filmチャンネル
- 貧乏映画の作り方（2020年〜）YouTube
- 百物屋（2023年のみ）YouTube

## 参加作品

### 映画
- 妻の秘蜜～夕暮れてなお～ （2016年）城定秀夫監督作品（クロックワークス）／スタッフ
- 千のひとつまえ （2017年）井坂優介監督作品（日労研エンターテイメント）／照明
- イモリ女（2020年）杉本末男（chara）監督作品／撮影
- コードネーム:オカルト（2023年）杉本末男（chara）監督作品／撮影

### アニメ
- 少女椿 （1992年／丸尾末広／(c)霧生館）／オープニングの作画と演出、本編の一部作画と演出サポート

### メイキング
- コードネームミラージュ （2017年）テレビ東京／メイキング撮影
- ツングースカバタフライ〜サキとマリの物語〜 （2018年）野火明監督作品／メイキング撮影、編集
- はなまる劇場のいちばん長い日（2024年）越坂康史監督作品／メイキング撮影

### 配信
- キタニタツヤ 摘果（2023）プロデューサー・演出 大森時生、演出 寺内康太郎、ディレクター Franz K Endo、構成 梨／制作

## 出演作品

### 映画
- 妖怪大戦争 （2005年）三池崇史監督作品（松竹）／妖怪役
- 大怪獣モノ （2016年）河崎実監督作品（キングレコード）
- 痴漢電車〜マン淫夢ごこち〜 （2017年）城定秀夫監督作品／乗客役
- 劇場版 屍囚獄 起ノ篇 （2017年）城定秀夫監督作品／伊助役
- 劇場版 屍囚獄 結ノ篇 （2017年）城定秀夫監督作品／伊助役
- 不能犯 （2018年）白石晃士監督作品／入院患者役
- 菊とギロチン  (2018年）瀬々敬久監督作品／手代役
- パパはわるものチャンピオン （2018年）藤村享平監督／通行人
- ディケイ・オブ・ザ・パーソン〜朽ちてく世界の果てで〜（2022年）ウンノヨウジ監督／荒岩隆二役

### TV
- 加トちゃんケンちゃんごきげんテレビ （1989年）／ヤクザ役
- 妖ばなし （TOKYO MX）
  - 第31話「絡新婦」 （2018年9月1日）／ 坊主役
  - 第49話「輪入道」 （2020年8月1日） - 輪入道、久能
  - 第55話「青行燈」 （2020年9月12日） - ウンノヨウジ
  - 第58話「鳴家」 （2021年8月7日） - 並木宏之役
  - 第61話「影女」 （2021年8月28日） - 沢野喜一役（主演）
- 春子の人形 （2018年8月4日、NHK BS）／ー
- 日系ドラマスペシャル 琥珀の夢 （2018年10月5日、TV TOKYO）／従業員役
- 心霊マスターテープ（2020年2月8日、エンタメ〜テレ）／ウンノヨウジ（本人役）

### DVD
- 少女が望むもの （2017年）ウンノヨウジ監督作品／野川昌平役
- 暗闇の音（2018年）ウンノヨウジ監督作品／焚き火の男役
- 呪いの黙示録（2021年）ウンノヨウジ（ディレクターとして）
- 幽霊報道シリーズ（2021年）ウンノヨウジ（ディレクターとして）

### 配信
- Q（2023年）カメラマン、2代目ディレクター役